# Spiroplectamminidae
Spiroplectamminidae es una familia de foraminíferos bentónicos de la Superfamilia Spiroplectamminoidea, del Suborden Spiroplectamminina y del Orden Lituolida. Su rango cronoestratigráfico abarca desde el Daniense (Paleoceno superior) hasta la Actualidad.

## Discusión
Clasificaciones previas incluían Spiroplectamminidae en el suborden Textulariina o en el orden Textulariida, o en el orden Lituolida sin diferenciar el suborden Spiroplectamminina.

## Clasificación
Spiroplectamminidae incluye a las siguientes subfamilias y géneros:
- Subfamilia Spiroplectammininae
  - Ammobaculoides †
  - Bolivinopsis †
  - Heterantyx †
  - Orectostomina
  - Palustrella, también aceptado en Subfamilia Palustrellinae
  - Quasispiroplectammina †
  - Spiroplectammina
  - Spiroplectella
  - Spiroplectinella
- Subfamilia Vulvulininae
  - Ammospirata †
  - Vulvulina
- Subfamilia Spirotextulariinae
  - Septigerina †
  - Spìrotextularia
- Subfamilia Novalesiinae
  - Novalesia †
- Subfamilia Morulaeplectinae
  - Morulaeplecta

Otro género de Spiroplectamminidae no asignado a ninguna subfamilia es:
- Vulvulinoides

Otros géneros asignados a Spiroplectamminidae y clasificados actualmente en otras familias son:
- Kaminskia † de la Subfamilia Spiroplectammininae, ahora en la Familia Kaminskiidae
- Spirorutilus de la Subfamilia Spiroplectammininae, ahora en la Familia Kaminskiidae

Otros géneros considerados en Spiroplectamminidae son:
- Fissotextularia de la Subfamilia Spirotextulariinae, aceptado como Spirotextularia
- Neoseptigerina de la Subfamilia Spirotextulariinae, aceptado como Spirotextularia
- Paraibaella de la Subfamilia Spiroplectammininae, aceptado como Orectostomina
- Plectoeratidus de la Subfamilia Spiroplectammininae
- Schizophora de la Subfamilia Vulvulininae, aceptado como Vulvulina
- Spiroplectoides de la Subfamilia Spiroplectammininae, aceptado como Bolivinopsis
- Trigenerina de la Subfamilia Vulvulininae, aceptado como Vulvulina
- Venilina de la Subfamilia Vulvulininae, aceptado como Vulvulina